# Gembrie
Gembrie (gaskognisch Gembria) ist eine französische Gemeinde mit 91 Einwohnern (Stand 1. Januar 2022) im Département Hautes-Pyrénées in der Region Okzitanien; sie gehört zum Arrondissement Bagnères-de-Bigorre und zum Gemeindeverband Neste Barousse. Seine Bewohner nennen sich Gembricois/Gembricoises.

## Geografie
Gembrie liegt in den Pyrenäen, 23 Kilometer südöstlich der Stadt Lannemezan im Osten des Départements Hautes-Pyrénées. Die Gemeinde besteht aus dem Dorf Gembrie, dem Weiler Le Moulin des Tambourins sowie wenigen Häusergruppen und Einzelgehöften. Weite Teile der Gemeinde sind bewaldet. Die L’Ourse de Ferrère durchzieht die Gemeinde nordwärts und bildet teilweise die Gemeindegrenze. Dutch die Gemeinde führen die Départementsstraßen D 125, D 424 und D 925.

## Geschichte
Der Ort wurde erstmals namentlich im Jahr 1387 indirekt als De Gimbria' in einem Kirchenregister der Grafschaft Comminges erwähnt. Im Mittelalter lag der Ort innerhalb der Grafschaft Barousse in der Region Armagnac, die ein Teil der Provinz Gascogne war. Die Gemeinde gehörte von 1793 bis 1801 zum District La Barthe. Zudem lag Gembrie von 1793 bis 2015 im Kanton Mauléon-Barousse. Die Gemeinde ist seit 1801 dem Arrondissement Bagnères-de-Bigorre zugeteilt.

## Bevölkerungsentwicklung
| Jahr                       | 1962 | 1968 | 1975 | 1982 | 1990 | 1999 | 2006 | 2014 | 2020 |
| Einwohner                  | 64   | 72   | 60   | 53   | 54   | 75   | 65   | 74   | 92   |
| Quellen: Cassini und INSEE |      |      |      |      |      |      |      |      |      |

## Sehenswürdigkeiten
- Kirche Saint-Michel mit Pietà aus dem 15. Jahrhundert
- Denkmal für die Gefallenen[1]

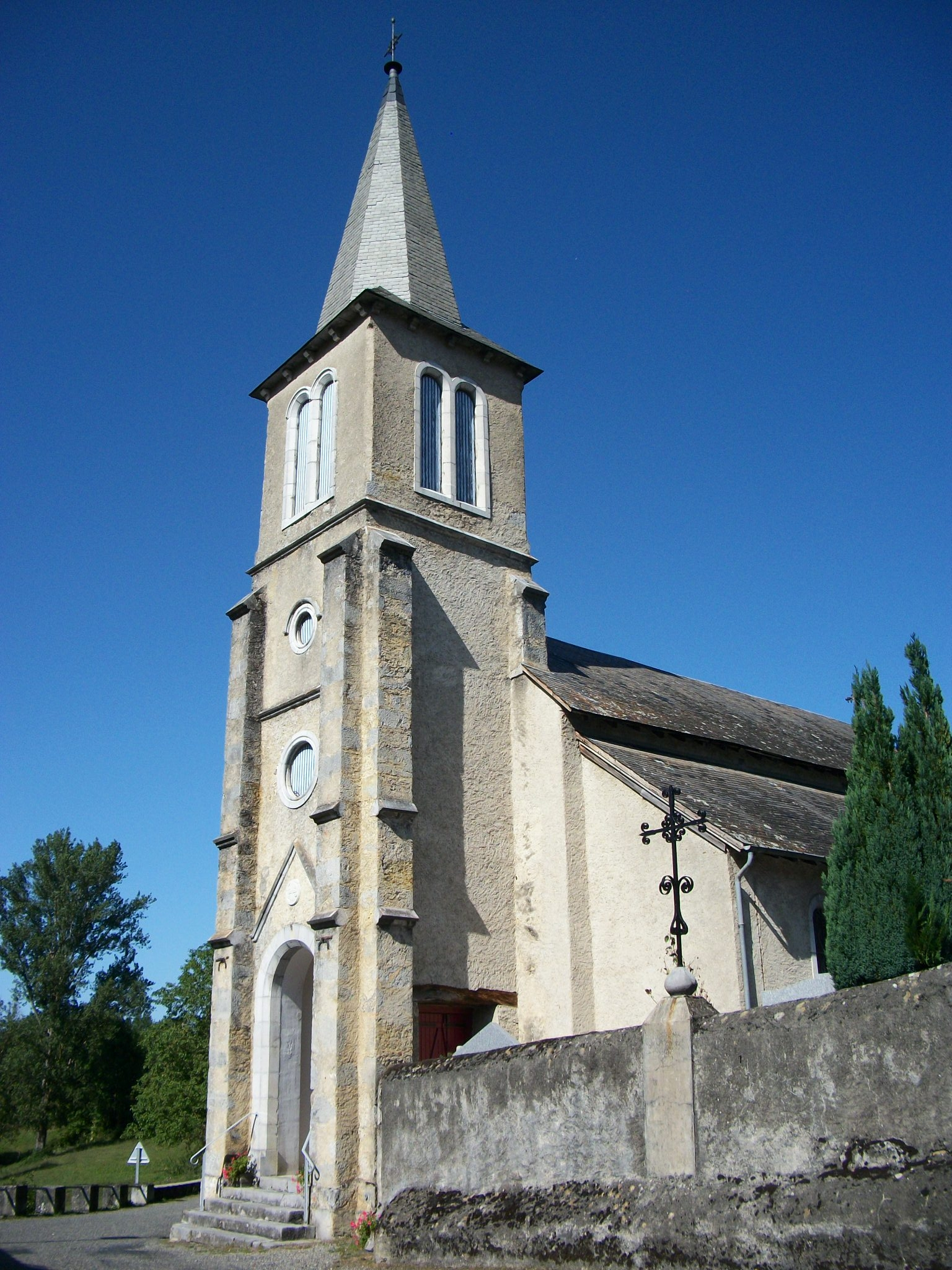
Kirche Saint-Michel
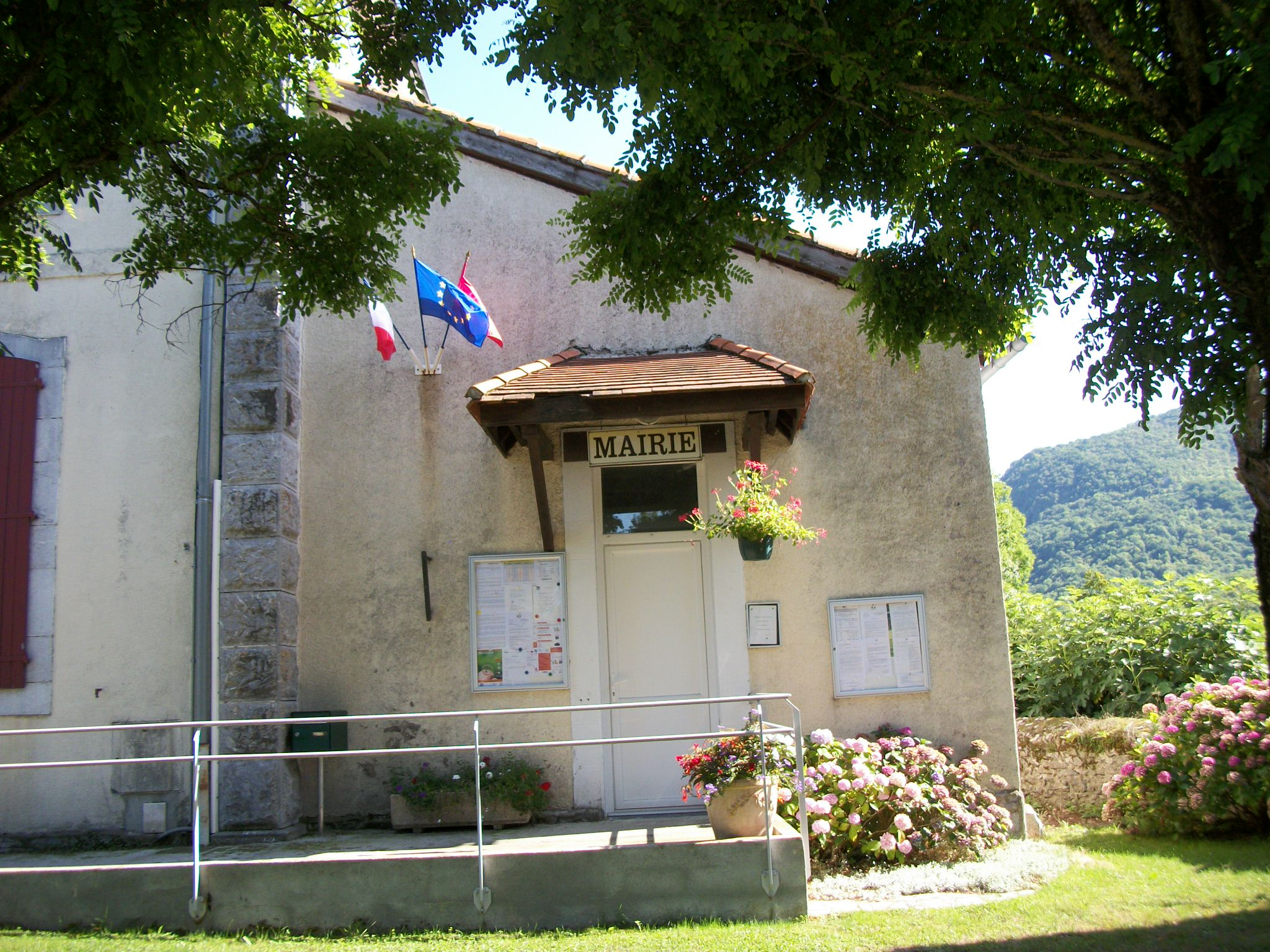
Rathaus (mairie)
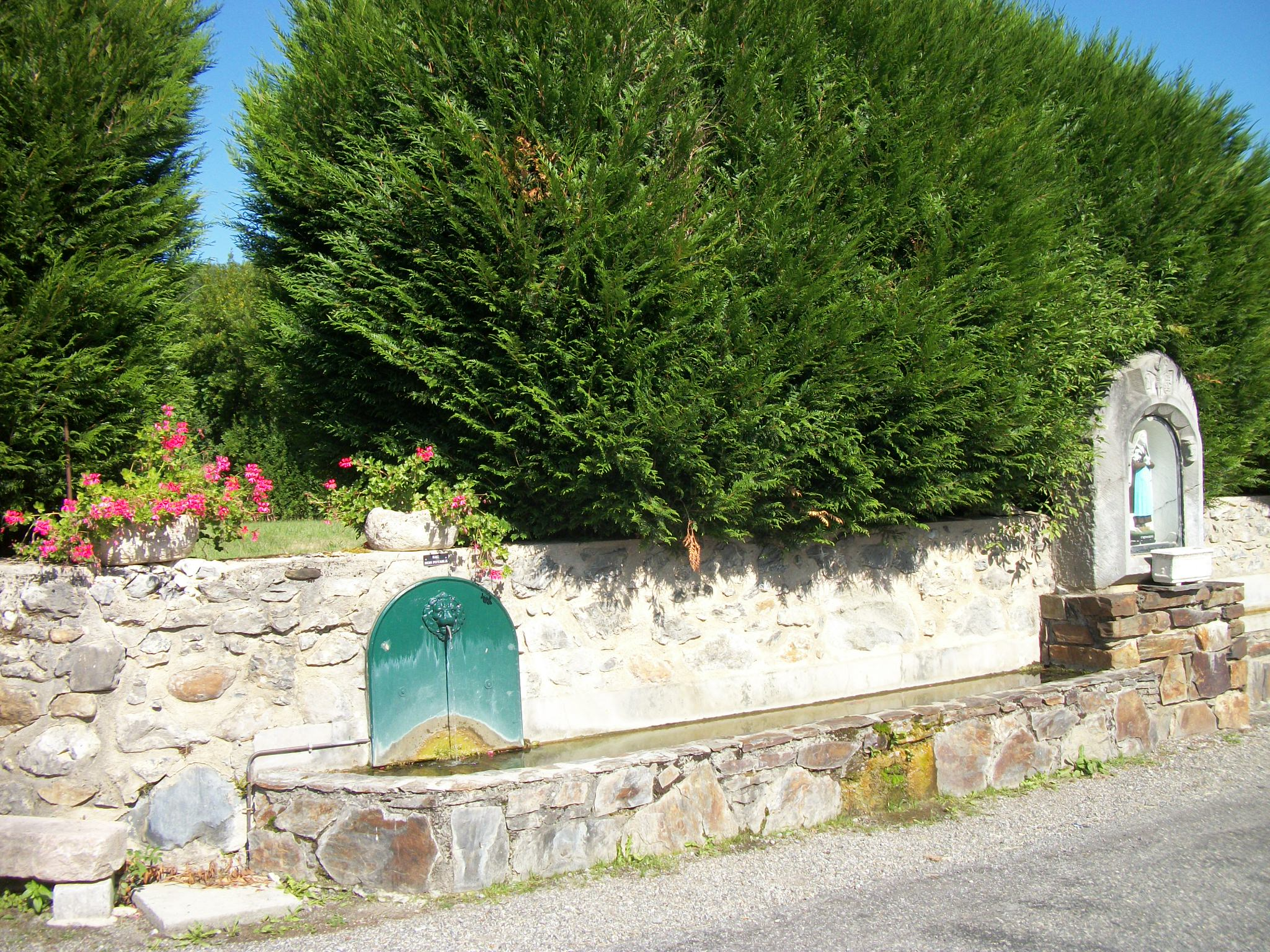
Ehemaliger Waschplatz und Marienstatue
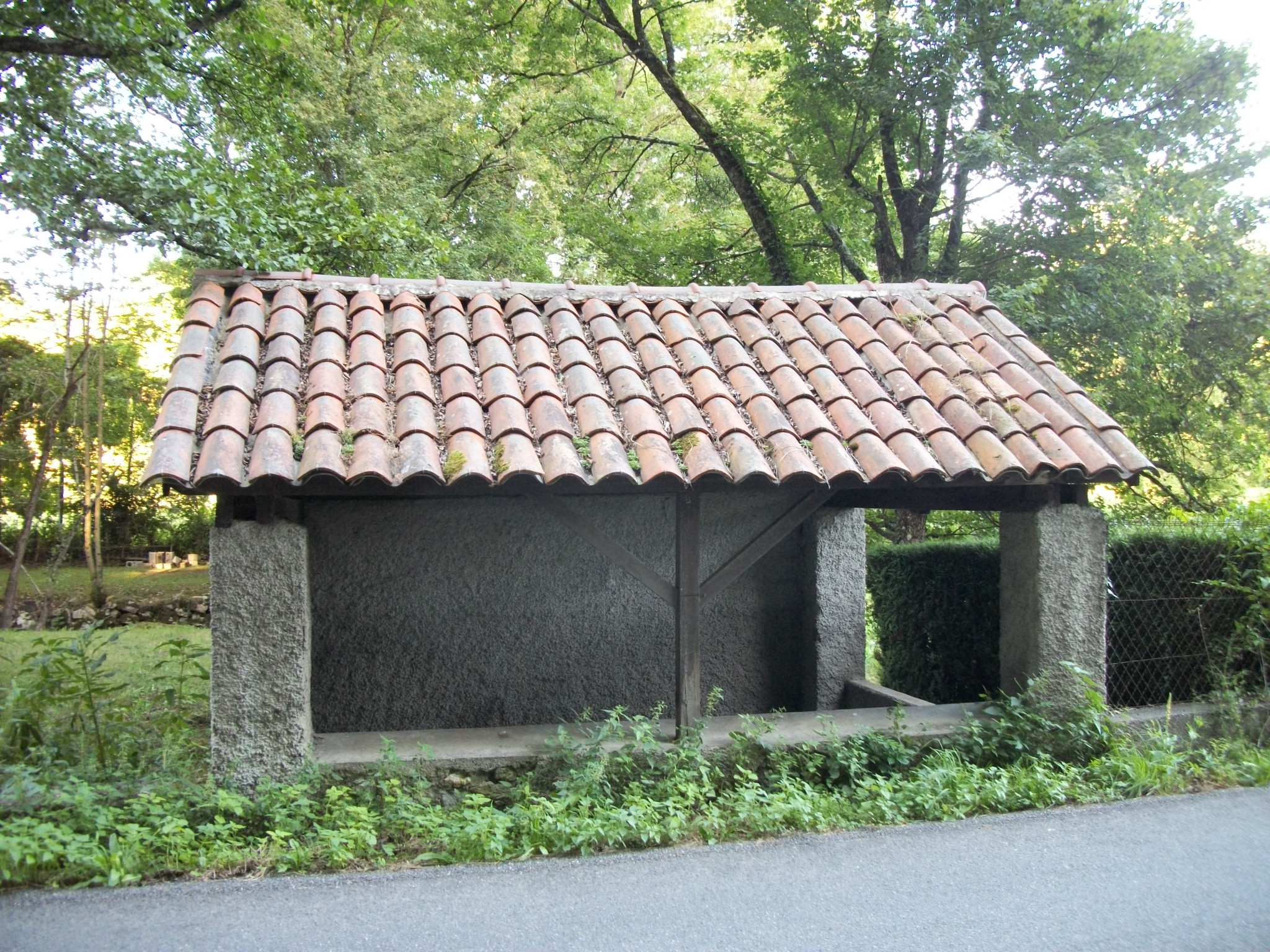
Ehemaliges öffentliches Waschhaus